# روبرت ويب (لاعب كريكت)
روبرت ويب (بالإنجليزية: Robert Webb)‏ (22 فبراير 1806 في المملكة المتحدة - 10 مارس 1880 في المملكة المتحدة) هو لاعب كريكت بريطاني (وحمل سابقاً جنسية المملكة المتحدة لبريطانيا العظمى وأيرلندا). لعب مع نادي جامعة كامبريدج للكريكيت ‏.